# Horst Tüller

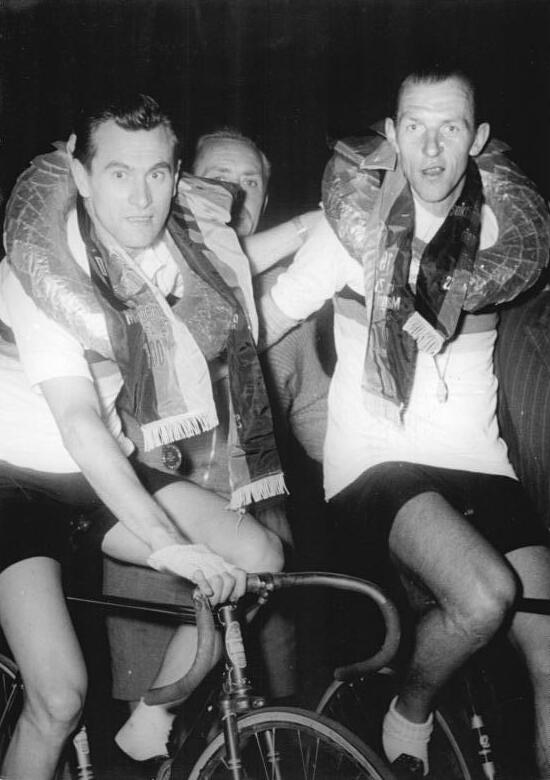
Horst Tüller (links) und Fritz Jährling werden 1956 DDR-Meister im 100-Kilometer-Mannschaftsfahren

Horst Tüller (* 5. Februar 1931 in Wuppertal; † 4. Juni 2001 in Berlin) war ein Radrennfahrer, der 1956 eine olympische Bronzemedaille in der Mannschaftswertung des Straßenrennens gewann.

## Radsport-Karriere
Horst Tüller war gelernter Kaufmann und erfolgreicher Amateurfahrer in Wuppertal, wo er für den Verein SSV Springer Wuppertal startete. Mit sieben Jahren begann er, Sport zu treiben, zunächst als Boxer, dann als Fußballer beim SSV Wuppertal. Mit sechzehn Jahren trat er einem Radsportverein bei und trainierte regelmäßig. 1951 hatte er das Eintagesrennen Rund um Düren gewonnen. Ebenfalls 1951 gewann er Rund um Solingen. Fast auf den Tag genau vor 25 Jahren hatte sein Vater dieses Rennen gewonnen. 1954 gewann er das traditionsreiche Rennen Köln–Schuld–Köln. Das Rennen hatte er bereits 1949 (unter dem Namen Großer Straßenpreis von Köln, aber bei identischer Strecke) als junger B-Fahrer gewonnen. Im Februar 1955 entschloss er sich nach einem einwöchigen Urlaub in Oberhof zu einem Wechsel in die DDR, wo er von 1955 bis 1957 beim SC Einheit Berlin startete und beim Magistrat arbeitete; die Hälfte des Gehaltes wurde in Ostmark und die andere Hälfte in Westmark ausgezahlt. Gleich im Sommer 1955 gewann Tüller bei den DDR-Straßen-Radmeisterschaften die Straßenmeisterschaft der DDR. 1956 nahm er an der Ägypten-Rundfahrt teil, bei der UCI-Straßenweltmeisterschaft nahm ihn sein Trainer nach zwei Stürzen aus dem Rennen. 1956 siegte er bei den DDR-Bahn-Radmeisterschaften mit Fritz Jährling als Partner im Zweier-Mannschaftsfahren.
Tüller wurde auch für die gesamtdeutsche Mannschaft nominiert und trat bei den Olympischen Spielen 1956 in Melbourne im Straßenrennen an. Dort hielt er sich nicht an die Absprachen und machte einen Vorstoß, obwohl sein Mannschaftskollege Täve Schur einen Vorsprung auf das Verfolgerfeld mit Tüller herausgefahren hatte. Letztlich kamen die Verfolger an Schur heran, Olympiasieger wurde der Italiener Ercole Baldini mit zwei Minuten Vorsprung auf vier Fahrer, Tüller belegte den vierten und Schur den fünften Platz. Trotzdem erhielten die beiden Fahrer Medaillen, da sie zusammen mit Reinhold Pommer den dritten Platz in der Mannschaftswertung im Straßenrennen belegten. In der DDR gewann Tüller eine Reihe von Eintagesrennen wie 1956 den Union-Pokal in Gera.
Im Frühjahr 1957 belegte Tüller den zweiten Platz bei der Ägypten-Rundfahrt. Danach entschloss er sich, eine Profi-Karriere zu starten und wechselte zurück in die Bundesrepublik.
In den nächsten Jahren startete Tüller teilweise für das Schweizer Feru-Team und das deutsche Torpedo-Team. 1957 belegte er bei der Deutschen Straßenmeisterschaft den zweiten Platz hinter Franz Reitz. Diese Platzierung wiederholte er 1960 hinter Hennes Junkermann. 1958 gewann er in Köln sein einziges Profirennen. Zweimal nahm Tüller an der Tour de France teil, 1958 belegte er den 58. Platz, 1960 gab er auf.

## Berufliches
1963 beendete Tüller seine Radsport-Karriere. Bereits 1961 war er nach West-Berlin gezogen, wo er zuerst zwei Lotto-Annahmestellen und später Waschsalons führte. Ende der 1970er Jahre begann Tüller mit dem Tennissport, hier spielte er noch jahrelang in der Berliner Verbandsliga.

## Privates
Tüller stammte aus einer Radsportfamilie, sein Vater Ludwig Tüller war ebenfalls Radsportler. Beiden gelang es, sich in die Ehrenliste von Rund um Solingen einzutragen, mit einem Abstand von 25 Jahren.